# Liga Colombiana de Béisbol Profesional 1996-97
La temporada de la Liga Colombiana de Béisbol Profesional 1996-97, oficialmente y por motivos de patrocinio llamada Copa Cerveza Águila 1996/1997, fue la 22° edición de este campeonato disputada a partir del 1 de diciembre de 1996 y finalizado el 15 de febrero de 1997. Un total de 5 equipos participaron en la competición de cuatro ciudades Barranquilla, Cartagena de Indias, Montería y Sincelejo. El campeón fue Rancheros de Sincelejo obteniendo su primer título.
El Canal de Televisión Regional del Caribe, Telecaribe anunció la transmisión de siete juegos del torneo, el 7, 14, 21 y 28 de diciembre y el 4, 11 y 18 de enero en Cartagena y Barranquilla.
El 17 de enero de 1997 previa a las semifinales, Caimanes de Barranquilla y Rancheros de Sincelejo disputaron un juego en Santa Marta, el ganador fue el equipo barranquillero quien ofició como local por 12 carreras a 8, la invitación fue hecha por el Instituto Departamental de Deportes de Magdalena en cabeza de Carlos Calvano.

## Sistema de juego
Del 15 de noviembre de 1996 hasta el 17 de enero de 1997. Finalizada la temporada regular, los cuatro primeros equipos disputaron las semifinales, enfrentándose el primero contra el tercero y el segundo contra el cuarto. Los ganadores de cada serie disputaron la final para definir al campeón de la temporada.

## Equipos participantes
| Equipo                   | Fundación | Departamento | Ciudad       | Estadio                    | Capacidad |
| Rancheros de Sincelejo   | 1987      | Sucre        | Sincelejo    | Estadio 20 de Enero        | 10 000    |
| Vaqueros de Montería     | 1984      | Córdoba      | Montería     | Estadio Dieciocho de Junio | 11 000    |
| Tigres de Cartagena      | 1996      | Bolívar      | Cartagena    | Estadio Once de Noviembre  | 12 000    |
| Indios de Cartagena      | 1948      | Bolívar      | Cartagena    | Estadio Once de Noviembre  | 12 000    |
| Caimanes de Barranquilla | 1984      | Atlántico    | Barranquilla | Estadio Tomás Arrieta      | 8 000     |

## Temporada regular
Disputada del 15 de noviembre de 1996 hasta el 17 de enero de 1997.
| Pos | Equipo                   | JG | JP | JJ | AVG.  | Dif  |
| --- | ------------------------ | -- | -- | -- | ----- | ---- |
| 1.  | Rancheros de Sincelejo   | 30 | 17 | 47 | 0.638 | ---  |
| 2.  | Caimanes de Barranquilla | 27 | 21 | 48 | 0.562 | 3,5  |
| 3.  | Tigres de Cartagena      | 25 | 22 | 47 | 0.532 | 5,0  |
| 4.  | Vaqueros de Montería     | 19 | 29 | 48 | 0.396 | 11,5 |
| 5.  | Indios de Cartagena      | 18 | 30 | 48 | 0.375 | 12,5 |

|  | Clasificados a semifinales. |
|  | Eliminado.                  |

## Pre Play Offs
Se jugó el 6 y 7 de febrero del 1997.

### Vaqueros vs Caimanes
| Serie Pre Play Off LCBP de 1995/96 Vaqueros de Montería 0-4 Caimanes de Barranquilla |          |                        |                 |                                |          |
| Juego                                                                                | Fecha    | Resultado              | Serie (VAQ-CAI) | Estadio                        | Duración |
| 1                                                                                    | Enero 22 | Vaqueros 6; Caimanes 6 | 0–1             | Estadio Rafael Hernández Pardo |          |
| 2                                                                                    | Enero 23 | Vaqueros 1; Caimanes 8 | 0–2             | Estadio Tomás Arrieta          |          |
| 3                                                                                    | Enero 24 | Caimanes 9; Vaqueros 6 | 0–3             | Estadio Dieciocho de Junio     |          |
| 4                                                                                    | Enero 25 | Caimanes 9; Vaqueros 8 | 0–4             | Estadio Dieciocho de Junio     |          |

### Tigres vs Rancheros
| Serie Pre Play Off LCBP de 1995/96 Tigres de Cartagena 1-4 Rancheros de Sincelejo |          |                       |                 |                           |          |
| Juego                                                                             | Fecha    | Resultado             | Serie (TIG-RAN) | Estadio                   | Duración |
| 1                                                                                 | Enero 22 | Tigres 4; Rancheros 3 | 1–0             | Estadio 20 de Enero       |          |
| 2                                                                                 | Enero 23 | Tigres 2; Rancheros 6 | 1–1             | Estadio 20 de Enero       |          |
| 3                                                                                 | Enero 24 | Rancheros 3; Tigres 2 | 1–2             | Estadio Once de Noviembre |          |
| 4                                                                                 | Enero 25 | Rancheros 4; Tigres 1 | 1–3             | Estadio Once de Noviembre |          |
| 5                                                                                 | Enero 26 | Rancheros 2; Tigres 0 | 1–4             | Estadio Once de Noviembre |          |

## Play Off Final
Se disputaron 5 juegos para definir el campeón del 29 de enero al 14 de febrero de 1997.
| Serie Play Off LCBP de 1994/95 Caimanes de Barranquilla 1-4 Rancheros de Sincelejo |            |                         |                 |                            |       |
| Juego                                                                              | Fecha      | Resultado               | Serie (AGU-CAI) | Lugar                      | Hora  |
| 1                                                                                  | Enero 29   | Rancheros 4; Caimanes 3 | 0–1             | Estadio Julio Silva Bolaño |       |
| 2                                                                                  | Enero 30   | Caimanes 1; Rancheros 8 | 1–1             | Estadio 20 de Enero        |       |
| 3                                                                                  | Enero 31   | Rancheros ; Caimanes    | 1–2             | Estadio Julio Silva Bolaño | 19:30 |
| 4                                                                                  | Febrero 1  | Rancheros ; Caimanes    | 3–1             | Estadio Tomás Arrieta      | 17:00 |
| 5                                                                                  | Febrero 14 | Rancheros 7; Caimanes 5 | 4–1             | Estadio Tomás Arrieta      |       |

| Colombia                                     |
| Campeón Rancheros de Sincelejo Primer título |

## Los mejores
| Stat                     | Jugador                                     | Total |
| ------------------------ | ------------------------------------------- | ----- |
| Porcentaje de bateo (BA) | Tim Howard (CAI)                            | .386  |
| Hits (H)                 | Tim Howard (CAI) Ramón Cedeño (CAI)         | 66    |
| Carrera impulsada (RBI)  | Ramón Cedeño (CAI)                          | 44    |
| Carrera anotada (R)      | Malvin Matos (RAN)                          | 43    |
| Dobles (2B)              | Frank Valdés (CAI)                          | 20    |
| Triples (3B)             | Silveiro Navas (RAN)                        | 4     |
| Home run (HR)            | Malvin Matos (RAN) William Magallanes (TIG) | 8     |
| Robo de base (SB)        | Malvin Matos (RAN)                          | 15    |

| Stat                 | Jugador               | Total         |
| -------------------- | --------------------- | ------------- |
| Juegos ganados (GAN) | Ambrodis Ramos (VAQ)  | 7W-1L (0.875) |
| Efectividad (ERA)    | Leonardo Patiño (CAI) | 1.78          |
| Ponches (SO)         | Ambrodis Ramos (VAQ)  | 74            |